# West Horndon
West Horndon eller West Thorndon är en by och en civil parish i Brentwood i Storbritannien. Den ligger i grevskapet Essex och riksdelen England, i den sydöstra delen av landet, 30 km öster om huvudstaden London. Orten har 1 482 invånare (2001).
Kustklimat råder i trakten. Årsmedeltemperaturen i trakten är 9 °C. Den varmaste månaden är juli, då medeltemperaturen är 20 °C, och den kallaste är december, med 0 °C.